# کوان گاسپر
کوان گاسپر (انگلیسی: Kevan Gosper؛ زادهٔ ۱۹ دسامبر ۱۹۳۳) سیاست‌مدار اهل استرالیا است.